# Kochcice (gmina)

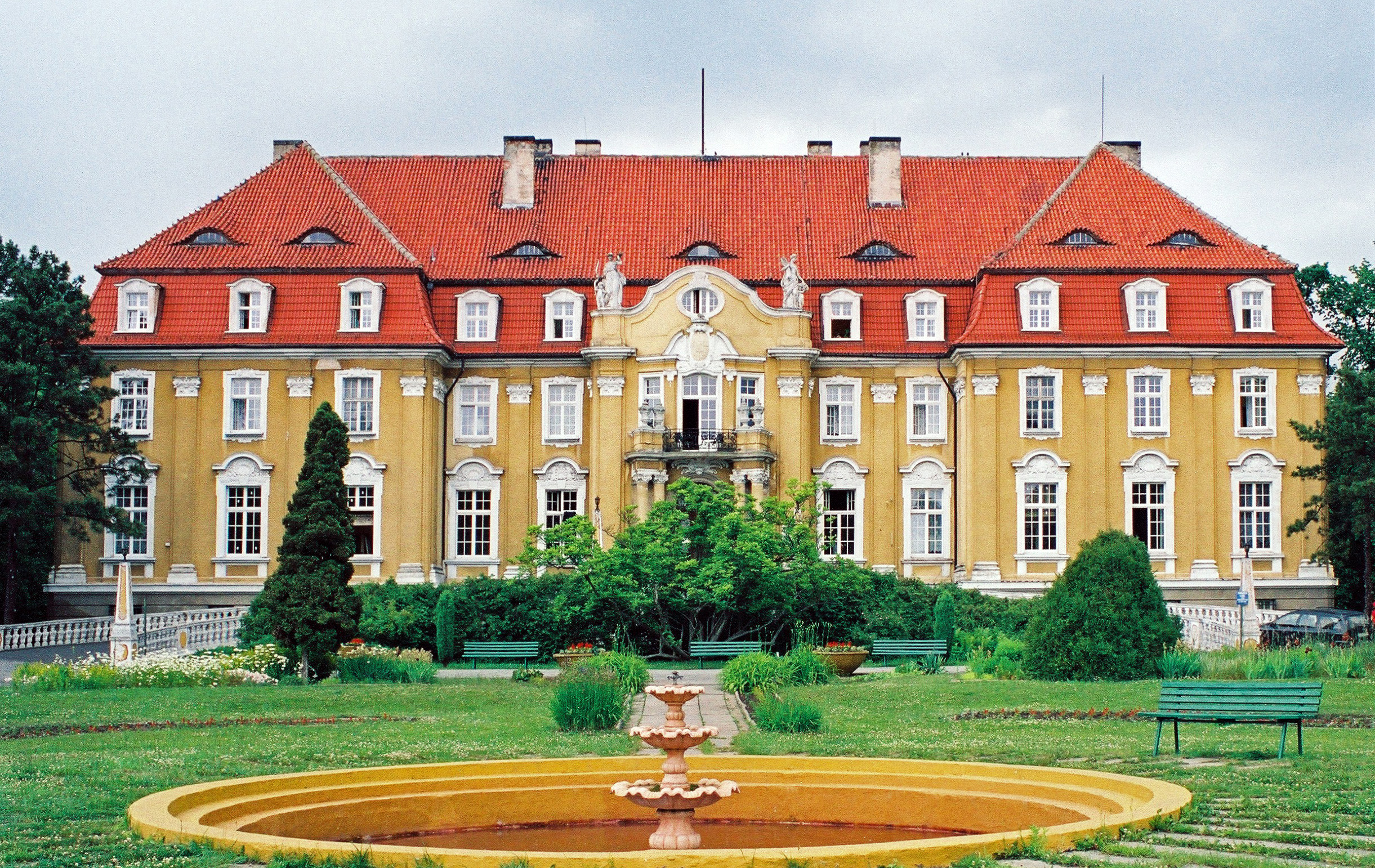
Zamek w Kochcicach

Kochcice – dawna gmina wiejska istniejąca w latach 1945–1954 w woj. śląskim, katowickim i stalinogrodzkim (dzisiejsze woj. śląskie). Nazwa gminy pochodzi od wsi Kochcice, lecz siedzibą władz gminy były Kochanowice.
Gmina zbiorowa Kochcice powstała w grudniu 1945 w powiecie lublinieckim w woj. śląskim (śląsko-dąbrowskim). Według stanu z 1 stycznia 1946 gmina składała się z 5 gromad: Kochcice, Glinica, Jawornica, Kochanowice i Lubecko. 6 lipca 1950 zmieniono nazwę woj. śląskiego na katowickie, a 9 marca 1953 kolejno na woj. stalinogrodzkie.
Według stanu z 1 lipca 1952 gmina składała się z 5 gromad: Glinica, Jawornica, Kochanowice, Kochcice i Lubecko. Gmina została zniesiona 29 września 1954 wraz z reformą wprowadzającą gromady w miejsce gmin. Jednostki nie przywrócono 1 stycznia 1973 wraz z kolejną reformą reaktywującą gminy. Obecnie Jawornica, Kochanowice, Kochcice i Lubecko należą do gminy Kochanowice, a Glinica do gminy Ciasna.